# Chelonus pusillus
Chelonus pusillus är en stekelart som beskrevs av Gyöö Viktor Szépligeti 1908. Chelonus pusillus ingår i släktet Chelonus och familjen bracksteklar. Inga underarter finns listade i Catalogue of Life.